# Segunda Filípica
La Segunda Filípica (Φιλιππικός Β') es un discurso escrito y pronunciado por el político y escritor ateniense Demóstenes entre 344 a. C. y 343 a. C. Constituye el segundo discurso que el político dirige contra la figura de Filipo II de Macedonia.

## Trasfondo histórico
En 344 a. C., Demóstenes viajó a lo largo y ancho del Peloponeso, con el fin de apartar al mayor número de ciudades posible del ámbito de influencia de Macedonia. En cualquier caso, su misión fracasó, puesto que muchos de los peloponesos veían en Filipo al garante de su libertad e independencia. No consideraban que la libertad de Grecia estuviese directamente vinculada con el poder de Atenas, y especialmente dado que los atenienses eran aliados de los espartanos. A raíz del viaje de Demóstenes, Filipo y una serie de ciudades del Peloponeso como Argos, Mesina y Arcadia enviaron una embajada conjunta a Atenas para expresar su disgusto por el proceder del político ateniense. La situación de Atenas era difícil. Deseaban mantener su relación amistosa con Esparta pero, al mismo tiempo, no deseaban acusar abiertamente a Filipo de violar la Paz de Filócrates.

## Contenido del discurso
En respuesta a las quejas de las ciudades del Peloponeso, Demóstenes pronunció la Segunda Filípica, un duro ataque contra Filipo y contra sus apoyos políticos en Atenas. La acusación más seria de las que pronunciaría contra el rey macedonio era haber violado los términos de la paz del año 346 a. C. Según Demóstenes, sus compatriotas fueron engañados por los amigos de Filipo, que les convencieron de que el Rey de Macedonia salvaría a los focianos y humillaría a Tebas.
De todos modos, este discurso no es tan apasionado como la Primera Filípica, puesto que Demóstenes prefiere ser más cauteloso en este caso.